# Cornélio Chizzini
Dom Cornélio Chizzini, F.D.P. (Casalsigone, (Cremona), (Itália), 07 de novembro de 1914 — Goiania, 12 de agosto de 1981) foi o primeiro bispo da Diocese de Tocantinópolis.

## Estudos
Aos 16 anos, depois de uma tentativa de seminário prejudicada pela saúde, o jovem Cornélio encontra Dom Orione que paternalmente o acolhe imediatamente em sua família religiosa, a Congregação da Pequena Obra da Divina Providência, e desde então com a maior fidelidade segue os passos do Pai dos Pobres. Depois de terminar o noviciado em Villa Moffa fez a primeira profissão religiosa no dia 15 de agosto de 1932 os seus superiores resolvem enviá-lo para estudar em Roma na Pontifícia Universidade Gregoriana.
Fui ordenado sacerdote em 16 de junho de 1940. A Congregação precisou dele em Messina - Itália, para exercer a função de pároco na paróquia de Messina.

## Vinda ao Brasil
Em 1952, o bispo de Porto Nacional Dom Alano Maria du Noday entrega nas mãos da Congregação Orionita a região do Extremo Norte do Goiás, hoje Tocantins. Os primeiros missionários orionitas chegam a região aos 11 de janeiro de 1952, são eles: Pe. Egídio Adobati, Pe. André Alice e Irmão José Serra. Após 14 dias da chegada desse missionários orionitas — dia 25 de janeiro do mesmo ano — Pe. Egídio Adobati e Irmão José Serra morrem após se afogarem em uma travessia do rio Tocantins (rio as margens da cidade). 
Em 1956, o então Padre Cornélio Chizzini pediu para partir como missionário para a recente Missão Goiás. Aos 42 anos parte para o Brasil chegando em 1956 na província religiosa orionita de Nossa Senhora de Fátima exercendo a função de Diretor Provincial e aprendendo a língua portuguesa. No mesmo ano — 1956 —  Pe. Cornélio entra na Prelazia de Tocantinópolis, sede da Missão Goiás permanecendo vigário da cidade de 1956 a 1959. 

## Pároco de Xambioá
Após cerca de 2 anos como Vigário de Tocantinópolis foi nomeado para exercer a função de Pároco em Xambioá, a paróquia da cidade que foi fundada devido a necessidade religiosa das regiões de garimpo naquela localidade. Como pároco concluiu a construção da Igreja Matriz de São Miguel Arcanjo e auxiliou no crescimento educacional da cidade.

## Administrador Apostólico da Prelazia de Tocantinópolis
Em 1960 o então Administrador Apostólico da Prelazia, Monsenhor Quinto Tonini, entrega sua carta de saída de cargo a Nunciatura Apostólica do Brasil - na pessoa do Núncio Dom Armando Lombardi - tornando assim a necessidade de uma novo administrador para aquela grande prelazia. Para assumir tamanha função Pe. Cornélio foi convidado pelo Núncio Apostólico Dom Armando vindo assumir o cargo no mesmo ano. Continuou sendo pároco de Xambioá por mais dois anos até sua nomeação pelo Papa João XXIII a Bispo-Prelado de Tocantinópolis.

## Dom Cornélio Chizzini, Bispo da Prelazia de Tocantinópolis
No dia 29 de junho de 1962, após a comunicação de sua nomeação, no Santuário de Nossa Senhora de Fátima - Rio de Janeiro, foi ordenado bispo pelas mãos de Dom Armando Lombardi. No dia 12 de agosto de 1962 retorna a cidade de Tocantinópolis como bispo, na Catedral de Tocantinópolis na presença de todo o clero e da comunidade toma posse na condição de Bispo Prelado nos últimos dias do festejo da padroeira Nossa Senhora da Consolação. 
Como bispo suas ações na prelazia foram voltadas ao serviço dos mais pobre, oprimidos e marginalizados. Fazia diariamente desobrigas aos sertões da prelazia para administrar nos povoados e distritos os Sacramentos Para Leigos: o Batismo, a Primeira Comunhão, a Confissão, o Crisma, Matrimônio e a Unção dos Enfermos. Outra preocupação de Dom Cornélio fui a criação de novas paróquias para facilitar o trabalho pastoral e atender a necessidade dos fiéis; o então bispo criou no território da prelazia 11 novas paróquias, para o novo número de paróquias Dom Cornélio incentivou ainda mais a busca pelas vocações sacerdotais, reformou o Seminário Diocesano Leão XXIII e aumentou o número de vezes que ocorriam as Santas Missões Populares na prelazia, com intuito de avivar a fé e a vida cristã para impulsionar a vida comunitária nas comunidades paroquiais. 
Com características Orionitas, Dom Cornélio ainda tinha uma grande preocupação com educação na prelazia principalmente em Tocantinópolis — cidade matriz da Prelazia — ao ver a necessidade de construir uma nova escola para o município, a Escola Paroquial Cristo Rei, uma escola particular porém com baixíssimas taxas de mensalidade. Com a saúde não foi diferente, em Araguaína lança os fundamentos da instituição filantrópica em saúde, a Maternidade Dom Orione.
Dom Cornélio também tinha um grande compromisso para com os pobres lavradores da região, nos anos enquanto bispo sempre buscava agir para com as autoridades da região a busca pelas demandas do povo e sempre os exortava-os a continuarem firmes na busca pelos seus direitos mas sem o uso de armas e revoluções armadas.

## Elevação da Prelazia a Diocese e Sua Morte
Dom Cornélio Chizzini sempre buscou melhorias para sua prelazia, sempre trabalhando de forma árdua e efetiva, havia enviado um relatório preciso sobre a Prelazia à Santa Sé, testemunhando um trabalho silencioso e assíduo dos padres Diocesanos, religiosos e dele, como Bispo, para seu povo e a Igreja. Em reconhecimento a estes méritos e a tanto desenvolvimento cristão e social, em Roma já havia sido decidida a elevação da Prelazia à Diocese. No dia 14 de novembro de 1980, o Santo Padre o Papa João Paulo II cria a Diocese de Tocantinópolis, nomeando como o primeiro bispo da diocese Dom Cornélio Chizzini, infelizmente sua posse como Bispo Diocesano não ocorreu. No dia 15 de agosto, dia da padroeira da então Prelazia e agora Diocese de Tocantinópolis, haveria a proclamação oficial na cidade sobre a elevação a diocese, porém Dom Cornélio estava a alguns meses em Goiânia - GO devido sua saúde que a cada dia estava mais debilitada.
Quase às vésperas da tão esperada festa, a 12 de agosto em Goiânia por volta do meio dia falecia no Hospital Santa Helena de Goiânia o bispo Dom Cornélio Chizzini aos seus 66 anos. Seu corpo retornou a Tocantinópolis no dia 14 de agosto onde na presença de outros Bispos, Padres Diocesanos, Religiosos, Autoridades e a Comunidade de Tocantinópolis foi velado e sepultado na cripta da Catedral Nossa Senhora da Consolação.